# Мостовский, Тадеуш Антоний
Граф Таде́уш Анто́ний Мосто́вский (пол. Tadeusz Antoni Mostowski; 19 октября 1766, Варшава — 6 декабря 1842, Булонь-Бийанкур) — польский политик,  министр внутренних дел Варшавского Великого герцогства (1812) и Царства Польского (1815—1830), писатель, журналист, издатель. Дворец, в котором он жил, был назван Мостовским.

## Биография
Представитель польского дворянского рода Мостовских герба «Долэнга». Младший сын воеводы поморского и мазовецкого Павла Михаила Мостовского (ок. 1721—1781) и Анны Розалии Гильзен. 
Вырос в доме с высокими интеллектуальными традициями, учился в Варшавском коллегиуме и во Франции. 
В 1780 году был назначен судебным асессором. В 1790 году — подстолий вышогрудский, затем каштелян рачёнжский, стал членом коронного сената.
Являлся сторонником патриотической партии. Был одним из основателей клуба друзей Польской конституции 6 мая 1791 года. В 1791—1792 годах Тадеуш Мостовский вместе с Юлианом Немцевичем и Юзефом Вессенхольдом издавал газету «Gazeta Narodowa i Obca». В 1793 году стал кавалером Ордена Святого Станислава.
В 1792 году после победы Тарговицкой конфедерации Тадеуш Мостовский покинул Польшу и проживал в Париже, где был посредником в переговорах между польскими эмигрантами и французским революционным правительством. В конце 1793 года после падения Жиронды был арестован, затем вернулся на родину, где подвергся преследованию. Во время восстания под руководством Тадеуша Костюшко вошёл в состав Временного революционного правительства, где возглавил дипломатический отдел, Высшего национального совета и Военного совета. После подавления восстания был взят в русский плен, откуда был освобожден по амнистии в 1796 году и уехал во Францию.
В 1802 году Тадеуш Антоний Мостовский вернулся в Польшу и построил дворец Мостовских в Варшаве. В 1806—1812 годах вторично проживал в эмиграции во Франции.
С 19 сентября 1812 до мая 1813 года занимал пост министра внутренних дел Великого Варшавского герцогства. В 1815—1830 годах — министр в правительственной комиссии внутренних дел Царства Польского. В новой должности заботился об экономическом развитии страны, в том числе был одним из инициаторов строительства Августовского канала, стал основателем института агрономии в Маримонте под Варшавой. В 1825 году был назначен сенатором-воеводой Царства Польского. В 1815 году был награждён Орденом Белого Орла.
Во время Польского восстания 1830—1831 граф Тадеуш Мостовский вошёл в состав Временного правительства, отсутствовал на заседаниях польского сената. В то же время он по-прежнему активный писатель и публицист, участвовал в создании «Общества Х». Был почетным членом Варшавского товарищества друзей науки.
В 1832 году с разрешения русского правительства Тадеуш Мостовский переехал из Польши во Франции, где унаследовал имения своего отца. Скончался в пригороде Парижа Булонь-Бийанкуре и был похоронен на кладбище Монмартр.

## Семья

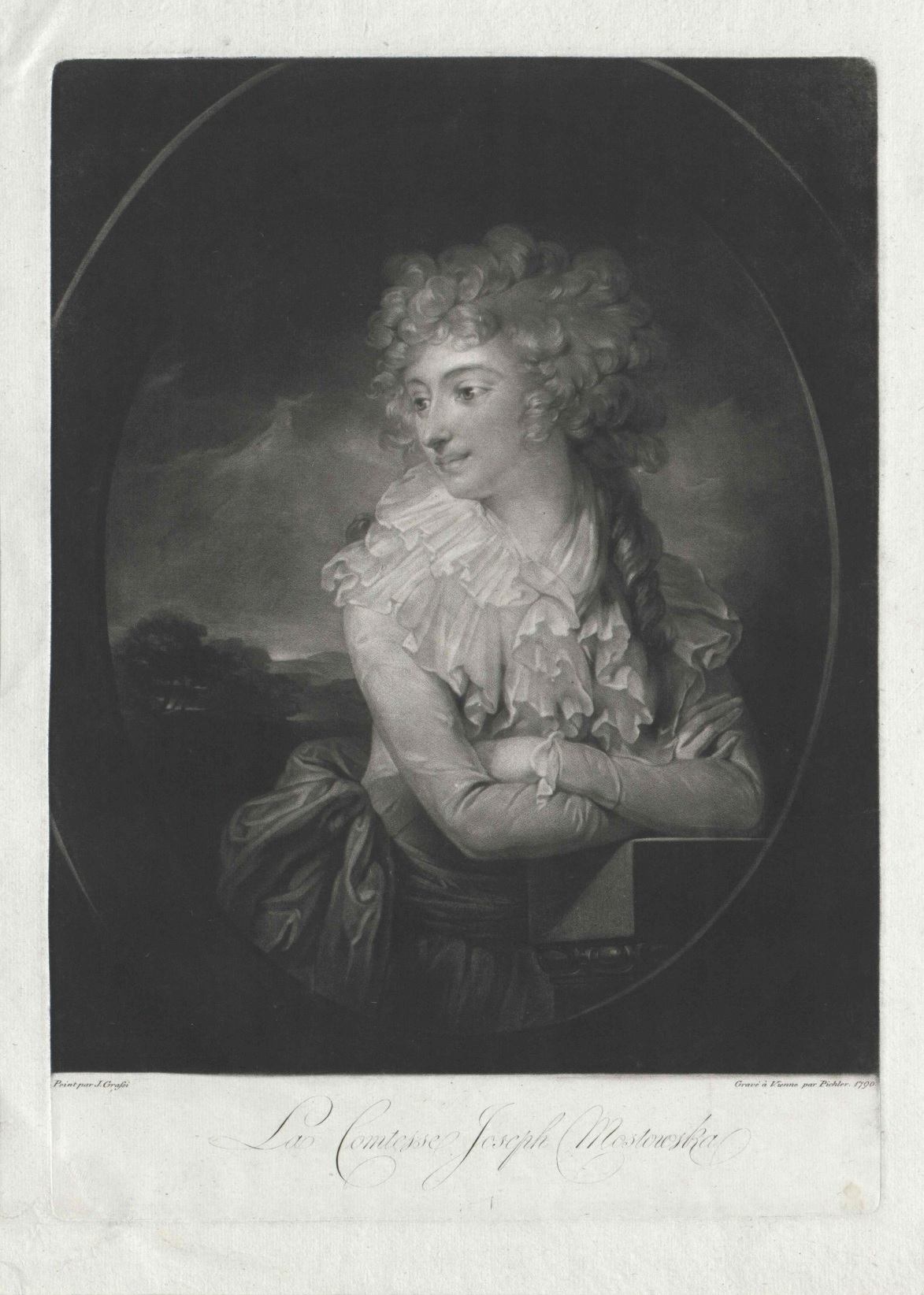
Первая жена — княжна Анна Барбара Олимпия Радзивилл.
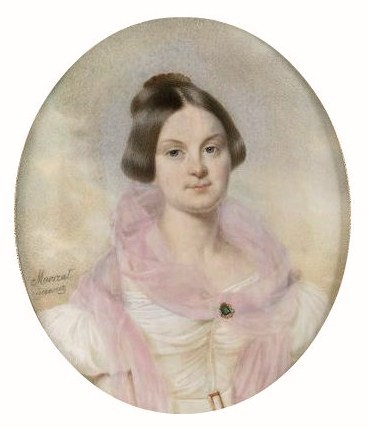
Вторая жена — княжна Марианна Потоцкая.

Первая жена (1787—1804)  — Анна Барбара Олимпия Радзивилл (ок. 1762 — перед 1833), вдова старосты Минска Августа Доминика Пшездецкого (ум. 1782).
Брак  с Мостовским состоялся против воли родни жениха и не продлился долго. Супруги детей не имели и до 1804 года развелись. Во Франции, где она по долгу жила, увлекалась чтением модных готических романов. Вернувшись в Вильно, начала сама писать романы по образцу А. Радклиф и Жанлис и издавать их.
Вторая жена (с 04.03.1804) —  графиня Марианна Потоцкая (1780—1837), дочь старосты каневского графа Яна Потоцкого и внучка Иоахима Потоцкого; разводная жена Михаила Шимановского (1774—1826). Была дама высоко образованная, любившая литературу и искусство, но не отличалась строгостью нравов. За заслуги мужа была пожалована в кавалерственные дамы ордена Святой Екатерины (11.05.1829). Скончалась в Париже и была похоронена на кладбище Монмартр.
В браке родилось пятеро детей:
- Юзефа (1801—1846), в первом браке за П. О. Моренгеймом; во втором за П. А. Мухановым,
- Изабелла (1807—1897), замужем за А. С. Потоцким,
- Роза (1809—1864), фрейлина двора, жена князя Евстафия Каетана Сапеги,
- Тадеуш (1810—1845),
- Пелагея (1812—1854), в замужестве за графом Александром Комаром.